# 사량초등학교 양지분교
사량초등학교 양지분교는 경상남도 통영시 사량면 양지리 427-1에 있었던 분교이다.

## 연혁
- 1945.04.01 양지공립국민학교 개교
- 1968.02.23 읍덕분교장 분리
- 1984.06.15 병설유치원 개원
- 1995.03.01 사량국민학교 양지분교장
- 1996.03.01 사량초등학교 양지분교장
- 2012.03.01 폐교